# Горещ пустинен климат
Горещият пустинен климат е климатичен тип в класификацията на Кьопен, означаван със символа BWh. Отличава се от другите типове сух климат с особено ниските валежи (под 50% от нивото на евапотранспирация) и относително високите температури (средната годишна температура е над 18 °C).
Горещият пустинен климат обхваща големи части от Северна Африка, вътрешността на Австралия, западното крайбрежие на Южна Америка, югозападните части на Северна Америка, Африка и Азия, характеризиращи се с полупустинен и пустинен ландшафт.
Горещият пустинен климат в системата на Кьопен до голяма степен, макар и не напълно, съответства на тропичния пояс в класификацията на Алисов.